# Dmitrij Gortjakov
Dmitrij Petrovitj Gortjakov (ryska  Дми́трий Петро́вич Горчако́в), född den1 januari 1758 i guvernementet Kostroma, död den 29 november 1824 i Moskva, var en rysk furste. Han var far till Pjotr och Michail Dmitrijevitj Gortjakov.
Gortjakov förvärvade sig ett namn som skald genom författandet av oden, satirer och epistlar.